# سديم الهلال
سديم الهلال أو إن جي سي 6888 أو كالدويل 27 (بالإنجليزية:Crescent Nebula) هو سديم انبعاث ضوئي، يرى في كوكبة الدجاجة، وهو يبعد عن المجموعة الشمسية بنحو 5.000 سنة ضوئية - أي أنه ينتمي إلى مجرتنا مجرة درب التبانة التي يبلغ قطرها نحو 200.000 سنة ضوئية.
اكتشفه العالم الفلكي وليام هيرشل في عام 1792.
يتكون سديم الهلال من ريح نجمي سريع صادر من نجم نشط من نوع نجم وولف-رايت، يسمى النجم «دبليو آر 136» أو
HD 192163، الذي يصدر الريح النجمي السريع الذي يصتدم بريح نجمي أبطأ منه كان قد صدر مسبقا من النجم عندما صار عملاقًا أحمرَ قبل نحو 250.000 إلى 400.000 سنة. [بحاجة لمصدر] .
نشأ عن اصتدام الرياح النجمية تكون غلاف وموجتين صدميتين؛ واحدة منهما تتحرك إلى الخارج، والأخرى معكوسة تتحرك من الخارج إلى الداخل. الموجة الصدمية التي تتحرك من الخارج إلى الداخل تعمل على تسخين الريح النجمي وتحثه على إصدار أشعة إكس.
سديم الهلال هو سديم ضعيف اللمعان ويبعد نحو 2 درجة إلى جنوب غرب نجم صدر الدجاجة. وهو يحتاج إلى تلسكوبات ذات مرشحات فلكية أو مرشح لخطوط طيف OIII (الأكسجين المتأين) بغرض رؤيته. ويمكن لتلسكوبات صغيرة ذات قطر 8 سنتيمتر رؤيته مع استخدام مرشح فلكي.

## صور للسديم إن جي سي 6888

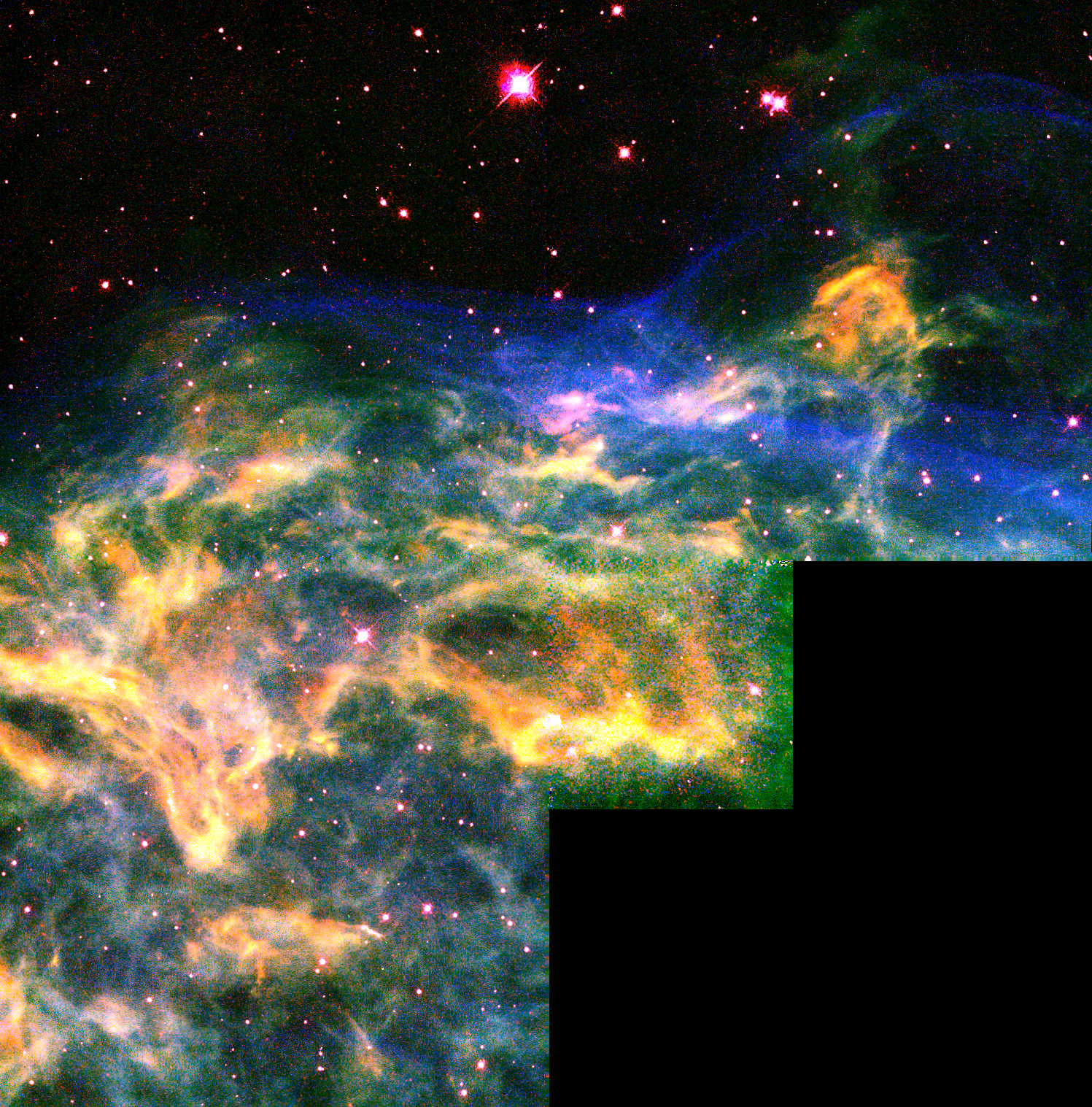
جزء من سديم انبعاث NGC 6888 ؛ صورة من تلسكوب هابل الفضائي
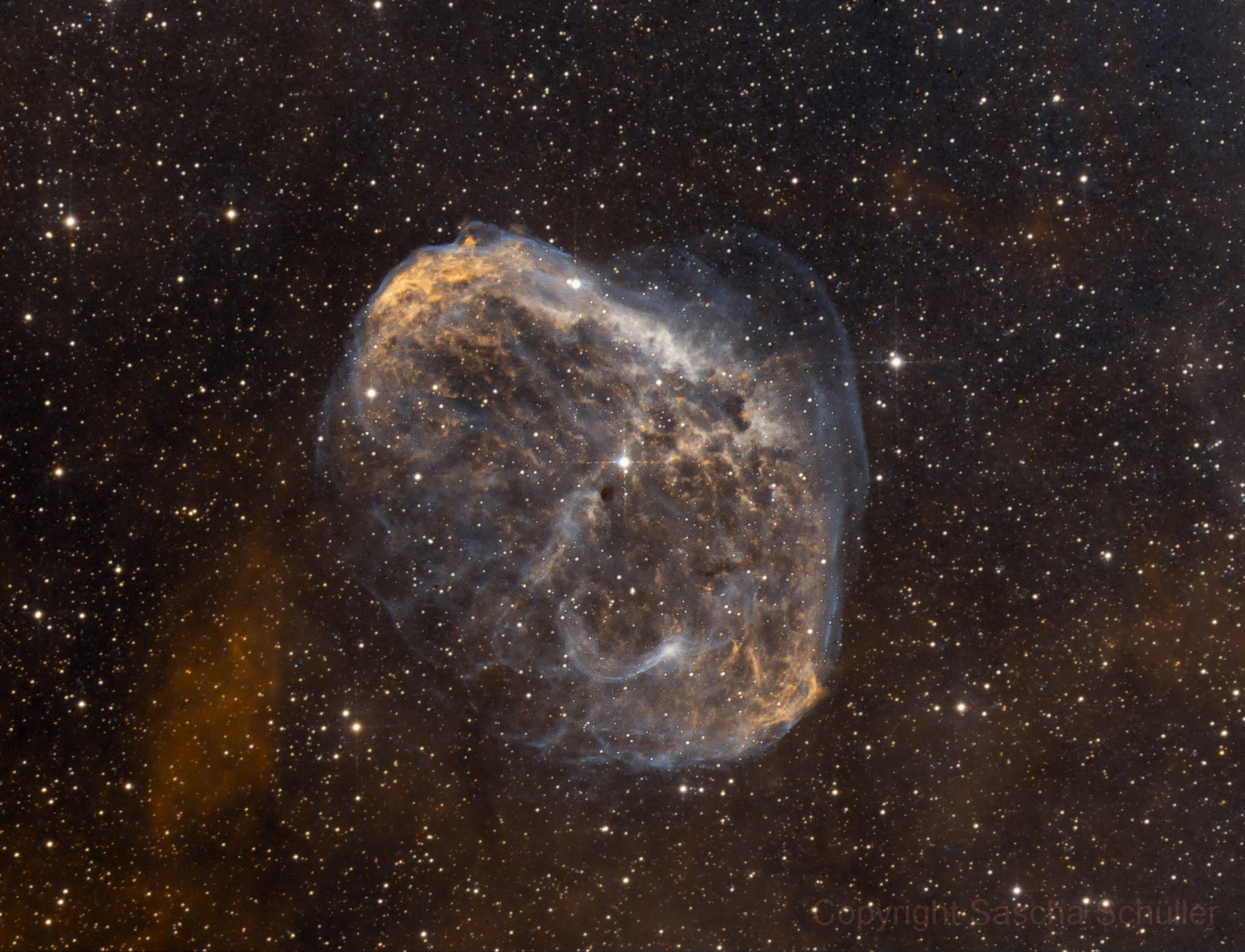
NGC 6888 صورة ثنائية الألوان التقطها تلسكوب نيوتن ذو مرآة قطر 40-سنتيمتر

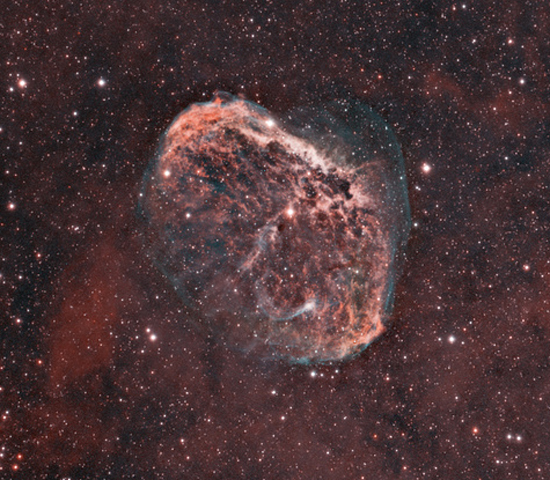
سديم انبعاث لخطوط الطيف H-alpha/OIII

## اقرأ أيضا
- إن جي سي 7662
- سديم الحجاب
- آي سي 342
- إن جي سي 4889